# Marina Łuczenko-Szczęsna
Marina Łuczenko-Szczęsna, występująca na scenie jako MaRina (ur. 3 lipca 1989 w Winnicy) – piosenkarka, autorka tekstów, kompozytorka i aktorka polsko-ukraińskiego pochodzenia.
Wydała trzy solowe albumy studyjne: Hard Beat (2011), On My Way (2017) i Warstwy (2020). Laureatka nagród muzycznych, m.in. Eska Music Awards i Plejada Top Ten.

## Życiorys
Urodziła się w Winnicy, na terenie ówczesnej Ukraińskiej Socjalistycznej Republiki Radzieckiej, w Związku Socjalistycznych Republik Radzieckich. W wieku dwóch lat z rodzicami i bratem przeprowadziła się do Polski – kraju pochodzenia jej dziadków. Rodzina osiadła w Stalowej Woli. Talent do śpiewania odkrył w niej ojciec, który był muzykiem. Jest absolwentką szkoły muzycznej I stopnia w klasie fortepianu oraz Liceum Ogólnokształcącego im. Agnieszki Osieckiej w Warszawie.
Jest trzykrotną laureatką Międzyszkolnego Festiwalu w Stalowej Woli. W 1998 zajęła drugie miejsce na Międzynarodowym Festiwalu Piosenki Dziecięcej w Częstochowie. Wzięła również udział w programach Szansa na sukces i Droga do gwiazd, a w następnych latach również w Pokaż co potrafisz i odcinku programu Przebojowa noc z piosenkami rosyjskimi. W 2000 wystąpiła w spektaklu telewizyjnym Waldemara Krzystka Ballada o zabójcach. W 2003 brała udział z piosenką „Sen” w finale krajowych eliminacji do 1. Konkursu Piosenki Eurowizji dla Dzieci. W 2004 wcieliła się w tytułową rolę żeńską w musicalu Janusza Józefowicza pt. Romeo i Julia w teatrze Studio Buffo. W 2007 wzięła udział w międzynarodowym konkursie „New Wave”, na którym zajęła trzecie miejsce, za co otrzymała nagrodę pieniężną w wysokości 20 tys. dolarów oraz możliwość podpisania kontraktu płytowego z niemieckim oddziałem wytwórni Universal Music Group. Ponadto otrzymała nagrodę specjalną w wysokości 50 tys. dol., ufundowaną przez Ałłę Pugaczową. W 2008 uczestniczyła w siódmej edycji programu rozrywkowego TVN Taniec z gwiazdami. W 2009 zagrała Amandę, nieślubną córkę głównego bohatera Darka Jankowskiego w serialu TVN 39 i pół i w filmie I pół.

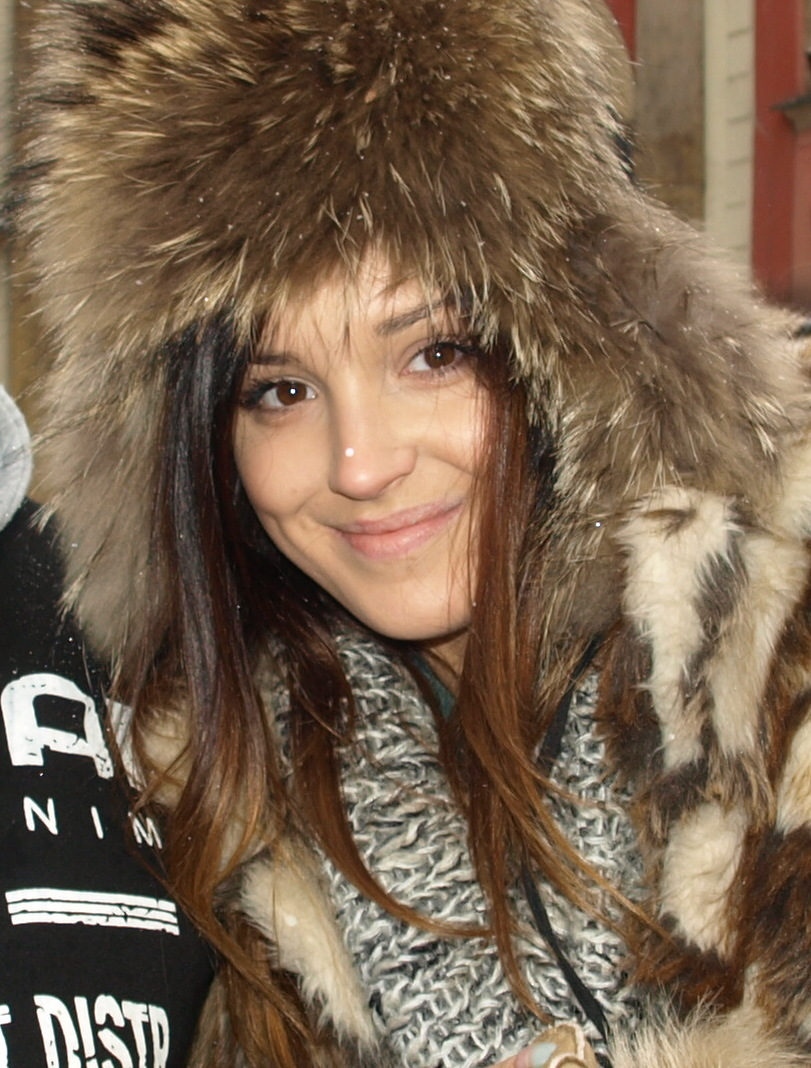
Marina Łuczenko-Szczęsna (2010)

25 lutego 2010 podczas gali Viva Comet 2010 premierowo wykonała debiutancki singel „Glam Pop”. 23 kwietnia otrzymała nagrodę Eska Music Awards za „debiut roku”. W lipcu wydała drugi singel, „Pepper Mint”. 31 grudnia wystąpiła podczas koncertu sylwestrowego telewizji TVP2, na którym wykonała m.in. premierowy utwór „Wenus Mars” w duecie z Mrozem. Na początku 2011 otrzymała dwie nominacje do nagród Viva Comet 2011 za debiut roku i image roku. 5 listopada wydała debiutancki album studyjny pt. Hard Beat, który promowała singlami: „Electric Bass” i „Saturday Night”. Na płycie nie znalazły się dotychczasowe nagrania piosenkarki. W 2012 otrzymała cztery nominacje do Viva Comet Awards. W maju została nagrodzona statuetką Plejada Top Ten 2012 za „świetną debiutancką płytę i skok na głęboką wodę”. 4 sierpnia wystąpiła na Festiwalu Piosenki Rosyjskiej w Zielonej Górze, podczas którego ze swoją interpretacją utworu „O niom” wzięła udział w rywalizacji o Złoty Samowar. Również w 2012 była twarzą marki modowej Levi’s na sezon „jesień-zima 2012/2013”, a w 2013 została ambasadorką gry DanceStar Impreza na PlayStation Move.
W grudniu 2014 była jedną z wykonawczyń biorących udział w projekcie 21 Allstars, w ramach którego zrealizowała utwór i teledysk pt. „Kocham te święta”. 18 kwietnia 2016 wydała singiel „On My Way”, którym zapowiadała swój drugi album studyjny. 21 października tego samego roku wydała singiel „Let Me Love the Lonely”, który nagrała w duecie z brytyjskim wokalistą Jamesem Arthurem na polskie wydanie jego drugiej płyty pt. Back from the Edge. 17 listopada 2017 wydała album pt. On My Way, który w miesiącach poprzedzających premierę zapowiadała jeszcze dwoma singlami: „Takin’ Ya Rock Out” i „Hiding in the Water”. W tym samym roku była jurorką konkursu Mistrz Makijażu organizowanego przez program Dzień dobry TVN i sieć drogerii Rossmann.
W 2019 ponownie wcieliła się w Amandę w serialu 39 i pół tygodnia będącym kontynuacją 39 i pół. W 2020 była jurorką trzeciego półfinału Szansy na sukces, wyłaniającego reprezentanta Polski w 18. Konkursie Piosenki Eurowizji dla Dzieci. 7 grudnia tego samego roku wydała trzeci album studyjny pt. Warstwy, który zadebiutował na 50. miejscu listy sprzedaży w Polsce i wypadł po tygodniu z zestawienia. 10 kwietnia 2021 wystąpiła podczas pierwszego finałowego odcinka czwartej edycji programu The Voice Kids, wykonując singel „Nigdy więcej”. 15 listopada tego samego roku wydała singiel „Lip Gloss” nagrany z gościnnym udziałem raperki Meggie, zwiastujący jej czwarty album studyjny. 18 listopada 2022 wydała singel „This Is the Moment” nagrany z okazji Mistrzostw świata w piłce nożnej w Katarze. 31 grudnia tego samego roku wystąpiła na plenerowym koncercie Sylwester marzeń z Dwójką organizowanym przez TVP2 w Zakopanem. Na początku maja 2023 wydała wideoklip do singla „Forever21”. W czerwcu tego samego roku wzięła udział w 60. KFPP w Opolu, zaprezentowała wówczas premierowo singiel „W Blasku”. W czerwcu 2024 opublikowała singel „Baby Mommy”.

## Życie prywatne
W 2013 związała się z piłkarzem Wojciechem Szczęsnym. 7 lipca 2015 zaręczyli się, a 21 maja 2016 wzięli ślub. W trakcie przyjęcia weselnego wystąpił James Arthur. Małżonkowie mają syna Liama (ur. 30 czerwca 2018) i córkę Noelię (ur. 3 lipca 2024). Wcześniej była związana z Wojciechem Łozowskim i Łukaszem Mrozem.
W maju 2014 w Bostonie przeszła zabieg usunięcia polipa lewej struny głosowej. W 2021 zmagała się z nowotworem jajnika.

## Dyskografia
Albumy studyjne
| Rok                                                     | Dane dot. albumu | Najwyższa pozycja na liście |
| Rok                                                     | Dane dot. albumu | POL                         |
| ------------------------------------------------------- | --- | --------------------------- |
| 2011                                                    | Hard Beat - Wydany: 5 listopada 2011 - Wydawca: wydanie własne (dystrybutor: Fonografika) - Formaty: CD, digital download, streaming | –                           |
| 2017                                                    | On My Way - Wydany: 17 listopada 2017 - Wydawca: wydanie własne (dystrybutor: e-Muzyka) - Formaty: CD, digital download, streaming   | –                           |
| 2020                                                    | Warstwy - Wydany: 7 grudnia 2020 - Wydawca: wydanie własne (dystrybutor: e-Muzyka) - Formaty: CD, digital download, streaming        | 50                          |
| „–” oznacza, że album nie był notowany na danej liście. | |                             |

Single
| Rok                                                      | Tytuł                                     | Najwyższe pozycje na listach | Najwyższe pozycje na listach | Najwyższe pozycje na listach | Certyfikat             | Sprzedaż       | Album                          |
| Rok                                                      | Tytuł                                     | POL (airplay nowości)        | Eska                         | Maxxx                        | Certyfikat             | Sprzedaż       | Album                          |
| -------------------------------------------------------- | ----------------------------------------- | ---------------------------- | ---------------------------- | ---------------------------- | ---------------------- | -------------- | ------------------------------ |
| 2010                                                     | „Glam Pop”                                | –                            | 1                            | –                            |                        |                | –                              |
| 2010                                                     | „Pepper Mint”                             | –                            | 5                            | –                            |                        |                | –                              |
| 2011                                                     | „Electric Bass”                           | 3                            | 3                            | 1                            |                        |                | Hard Beat                      |
| 2012                                                     | „Lie More”                                | –                            | –                            | –                            |                        |                | Hard Beat                      |
| 2012                                                     | „Saturday Night”                          | –                            | –                            | –                            |                        |                | Hard Beat                      |
| 2016                                                     | „On My Way”                               | –                            | –                            | –                            |                        |                | On My Way                      |
| 2017                                                     | „Takin’ Ya Rock Out”                      | –                            | –                            | –                            |                        |                | On My Way                      |
| 2017                                                     | „Hiding in the Water”                     | –                            | –                            | –                            |                        |                | On My Way                      |
| 2018                                                     | „Complete”                                | –                            | –                            | –                            |                        |                | On My Way                      |
| 2018                                                     | „Większy świat”                           | –                            | –                            | –                            |                        |                | Mała stopa (ścieżka dźwiękowa) |
| 2019                                                     | „News” (gościnnie: Kabe)                  | –                            | –                            | –                            | - POL: złota płyta     | - POL: 10 000+ | Warstwy                        |
| 2020                                                     | „Nigdy więcej” (gościnnie: Young Igi)     | –                            | –                            | –                            | - POL: platynowa płyta | - POL: 20 000+ | Warstwy                        |
| 2020                                                     | „Skandal (Odbijam)” (gościnnie: Smolasty) | –                            | –                            | –                            |                        |                | Warstwy                        |
| 2021                                                     | „Nie prowokuj”                            | –                            | –                            | –                            |                        |                | Warstwy                        |
| 2021                                                     | „Lip Gloss” (gościnnie: Meggie)           | –                            | –                            | –                            |                        |                | –                              |
| 2023                                                     | „Forever21”                               | –                            | –                            | –                            |                        |                | –                              |
| 2023                                                     | „W blasku” (gościnnie: Sound’n’Grace)     | –                            | –                            | –                            |                        |                | –                              |
| 2024                                                     | „Baby Mommy”                              | –                            | –                            | –                            |                        |                | –                              |
| „–” oznacza, że singel nie był notowany na danej liście. |                                           |                              |                              |                              |                        |                |                                |

- Z gościnnym udziałem

| Rok  | Tytuł                                                      | Najwyższa pozycja na liście | Certyfikat         | Sprzedaż       | Album                                |
| Rok  | Tytuł                                                      | SLiP                        | Certyfikat         | Sprzedaż       | Album                                |
| ---- | ---------------------------------------------------------- | --------------------------- | ------------------ | -------------- | ------------------------------------ |
| 2016 | „Let Me Love the Lonely” (James Arthur, gościnnie: MaRina) | 39                          | - POL: złota płyta | - POL: 10 000+ | Back from the Edge (polskie wydanie) |

- Utwory notowane na listach

| Rok  | Tytuł                     | Najwyższa pozycja na liście |
| Rok  | Tytuł                     | Eska                        |
| ---- | ------------------------- | --------------------------- |
| 2011 | „Wenus Mars” (oraz Mrozu) | 5                           |

- Pozostałe utwory

| Rok  | Tytuł                            | Album                        |
| ---- | -------------------------------- | ---------------------------- |
| 2009 | „Respect”                        | 39 i pół (ścieżka dźwiękowa) |
| 2009 | „Hello L.O.V.E. U”               | 39 i pół (ścieżka dźwiękowa) |
| 2009 | „Long Way Apart”                 | 39 i pół (ścieżka dźwiękowa) |
| 2009 | „Please Don’t Leave Me Here”     | 39 i pół (ścieżka dźwiękowa) |
| 2014 | „W bezdechu”                     | Muzyka z serca 2015          |
| 2014 | „Kocham te święta” (21 Allstars) | –                            |
| 2022 | „This Is the moment”             | –                            |

## Teledyski
| Rok       | Utwór                | Reżyseria                             |
| --------- | -------------------- | ------------------------------------- |
| 2010      | „Glam Pop”           | Magda Targosz                         |
| 2010      | „Pepper Mint”        | Endorfina Artmedia                    |
| 2011      | „Electric Bass”      | Antoni Nykowski                       |
| 2012      | „Saturday Night”     | Dawid Krępski                         |
| 2016      | „On My Way”          | Sasha Samsonova                       |
| 2017      | „Takin’ Ya Rock Out” | –                                     |
| 2019      | „News”               | HDSCVM                                |
| 2020      | „Nigdy więcej”       | HDSCVM                                |
| 2020      | „Skandal (Odbijam)”  | Diego Zayara                          |
| 2021      | „Nie prowokuj”       | Mateusz Białęcki                      |
| 2021      | „Lip Gloss”          | Moher                                 |
| 2022      | „This Is the Moment” | Wojtek Koziara                        |
| 2023      | „Forever21”          | PLAYHAUS, HDSCVM i Martyna Rychlińska |
| 2023      | „W blasku”           | Olga Czyżykiewicz                     |
| Pozostałe |                      |                                       |
| 2014      | „Kocham te święta”   | Piotr Turek                           |

## Trasy koncertowe
- 2012: wiosenno-letnia trasa koncertowa promująca album Hard Beat[83]

## Filmografia
Filmy
- 2009: 39 i pół jako Chelsea Amanda, córka Darka

Seriale telewizyjne
- 2009: 39 i pół jako Chelsea Amanda, córka Darka (odc. 21–33, 35–39)
- 2010: Usta usta jako Emilia Skowron (odc. 6)
- 2019: 39 i pół tygodnia jako Chelsea Amanda, córka Darka

Teledyski
- 2009: Waterpistols & Daisy feat. Łozo, Ramona Rey, Agata Załuska – „Zły on”[84]
- 2009: Afromental – „Radio Song” (reż. Mitja Okorn)[85]
- 2012: Mrozu – „Rollercoaster” (reż. Grzegorz Goch, Konrad Szymczak)[86]

## Teatr
Teatr Telewizji
- 2000: Ballada o zabójcach (reż. Waldemar Krzystek) jako dziewczynka z królikiem
- 2004: Romeo i Julia (reż. Janusz Józefowicz) jako Julia

## Nagrody i nominacje
| Rok  | Konkurs                      | Kategoria                                                   | Rezultat   |
| ---- | ---------------------------- | ----------------------------------------------------------- | ---------- |
| 2010 | Viva! Najpiękniejsi 2010     | Najpiękniejsza Polka                                        | Nominacja  |
| 2010 | Kobieta Roku Glamour 2009    | Wejście w stylu Glamour                                     | Nominacja  |
| 2010 | Eska Music Awards 2010       | Debiut roku                                                 | Wygrana    |
| 2010 | OGAE Video Contest 2010      | Polskie eliminacje do konkursu „Video” („Glam Pop”)         | Nominacja  |
| 2011 | Viva Comet 2011              | Debiut roku                                                 | Nominacja  |
| 2011 | Viva Comet 2011              | Image roku                                                  | Nominacja  |
| 2012 | VIVA Comet 2012              | Artystka roku                                               | Nominacja  |
| 2012 | VIVA Comet 2012              | Image roku                                                  | Nominacja  |
| 2012 | VIVA Comet 2012              | Teledysk roku („Electric Bass”)                             | Nominacja  |
| 2012 | VIVA Comet 2012              | Album roku (Hard Beat)                                      | Nominacja  |
| 2012 | Plejada Top Ten 2012         | Nagroda za świetną debiutancką płytę i skok na głęboką wodę | Wygrana    |
| 2012 | Festiwal Piosenki Rosyjskiej | Rywalizacja o Złoty Samowar (z utworem „O niom”)            | Nominacja  |
| 2012 | Plebiscyt Onet.pl            | Teledysk roku – Polska („Saturday Night”)                   | 8. miejsce |
| 2016 | Kobieta Roku Glamour 2016    | Fashion Icon                                                | Nominacja  |
| 2017 | Influencer roku „Joy” 2017   | Para roku (wraz z Wojciechem Szczęsnym)                     | Nominacja  |
| 2019 | Influencer roku „Joy” 2019   | Fashion Influencer                                          | Wygrana    |

### Wcześniejsze osiągnięcia
Spis sporządzony na podstawie materiału źródłowego.
- 1995–1997: 1. miejsce na Międzyszkolnym Festiwalu Piosenki Dziecięcej w Stalowej Woli
- 1998: 2. miejsce na Międzynarodowym Festiwalu „Majowa Nutka” w Częstochowie
- 1998: 3. miejsce w Konkursie Piosenki Wygraj Sukces w Tarnobrzegu
- 1998: 1. miejsce na Ogólnopolskim Festiwalu Piosenki im. Henryka Hampla w Woźnikach
- 1998: 1. miejsce na Wojewódzkim Przeglądzie Kolęd w Nisku
- 1998: 1. miejsce na Ogólnopolskim Festiwalu im. Henryka Morysa w Kielcach
- 1999: 1. miejsce w Konkursie Piosenki Wygraj Sukces w Tarnobrzegu
- 1999: 2. miejsce na Ogólnopolskim Festiwalu „Nowa Piosenka w Starym Krakowie” w Krakowie
- 1999: 1. miejsce na Międzynarodowym Festiwalu „Małe Gwiazdeczki” w Warnie (Bułgaria)
- 1999: 2. miejsce na Ogólnopolskim Festiwalu im. Henryka Morysa w Kielcach
- 1999: 1. miejsce na Ogólnopolskim Festiwalu „Gama” w Radomiu
- 1999: 1. miejsce w programie telewizyjnym Wygraj, wyśpiewaj
- 2000: 2. miejsce w Konkursie Piosenki Wygraj Sukces w Tarnobrzegu
- 2000: Grand Prix Ogólnopolskiego Festiwalu „Nowa Piosenka w Starym Krakowie”
- 2000: 1. miejsce na Ogólnopolskim Festiwalu im. Henryka Morysa w Kielcach
- 2000: 1. miejsce na Harcerskim Międzynarodowym Festiwalu Piosenki i Tańca „Złota Jodła” w Kielcach
- 2000: 1. miejsce na Ogólnopolskim Festiwalu „Józefów”
- 2001: 1. miejsce na Ogólnopolskim Festiwalu im. Henryka Morysa w Kielcach
- 2001: 1. miejsce na Ogólnopolskim Festiwalu „Gama” w Kołobrzegu
- 2001: Grand Prix Konkursu Piosenki Wygraj Sukces w Tarnobrzegu
- 2002: Grand Prix Międzynarodowego Festiwalu „Parasolki” w Winnicy (Ukraina)
- 2002: Nagroda „Złoty Aplauz” na Międzynarodowym Dziecięcym Festiwalu Piosenki i Tańca w Koninie
- 2002: Dyplom Fidofu „The Golden Star” w Bukareszcie (Rumunia)
- 2002: 1. miejsce na Ogólnopolskim Festiwalu im. Henryka Morysa w Kielcach
- 2003: 2. miejsce na Międzynarodowym Festiwalu „Czarnomorskie Igry” w Skadowsku (Ukraina)
- 2003: Udział z piosenką „Sen” w polskich eliminacjach do 1. Konkursu Piosenki Eurowizji dla Dzieci
- 2003: 1. miejsce na Ogólnopolskim Festiwalu „Gama” w Kołobrzegu
- 2003: 3. miejsce na Ogólnopolskim Festiwalu Piosenki Angielskiej w Brzegu
- 2004: Grand Prix Ogólnopolskiego Festiwalu „Piosenki lat 70” w Wyszkowie
- 2004: Grand Prix Ogólnopolskiego Festiwalu „Kolędy Polskie” w Jarosławiu
- 2004: 1. miejsce na Festiwalu Piosenki Rozrywkowej w Świeciu
- 2004: Nagroda „Złoty Aplauz” w „Eurokonkursie” na Międzynarodowym Dziecięcym Festiwalu Piosenki i Tańca w Koninie
- 2006: Grand Prix Ogólnopolskiego Festiwalu „Piosenki Rosyjskiej” w Warszawie
- 2007: 3. miejsce na międzynarodowym festiwalu „New Wave” w Łotwie oraz nagroda specjalna od Ałły Pugaczowej